# Megaoonops avrona
Megaoonops avrona är en spindelart som beskrevs av Michael Ilmari Saaristo 2007. Megaoonops avrona ingår i släktet Megaoonops och familjen dansspindlar.
Artens utbredningsområde är Israel. Inga underarter finns listade i Catalogue of Life.